# The Aerosol Grey Machine
The Aerosol Grey Machine (1969) ist das Debütalbum der Progressive-Rock-Band Van der Graaf Generator. Die ursprüngliche LP beinhaltete fünf Stücke pro Seite, darunter Afterwards, das als Single veröffentlicht wurde, und Octopus, das bis zur Auflösung der Band 1972 im Live-Repertoire blieb.

## Entstehungsgeschichte
Ursprünglich war The Aerosol Grey Machine als Soloalbum von Peter Hammill gedacht, dem Leadsängers und Hauptsongwriters der sich faktisch in Auflösung befindlichen Band Van der Graaf Generator, der zu dieser Zeit bei Mercury Records unter Vertrag stand. Hammill holte für die Aufnahmen seine ehemaligen Bandmitglieder ins Studio, mit Zustimmung von Mercury. Als die Band bei Charisma Records unterschrieb, wurde ein Deal ausgearbeitet, wonach The Aerosol Grey Machine nicht als Soloalbum Hammills, sondern unter Van der Graaf Generator veröffentlicht werden sollte, als Gegenleistung dafür, dass Mercury Hammill vorzeitig aus dem nicht sehr vorteilhaften Vertrag entlässt. Der Titel Afterwards wurde an einem Nachmittag im Januar 1969 in den Marquee Studios London. Die übrigen Titel wurden innerhalb von nur zwei Tagen am 31. Juli und 1. August 1969 in den Londoner Trident Studios mit nur wenigen Overdubs eingespielt.

## Veröffentlichung
The Aerosol Grey Machine wurde im September 1969 von Mercury nur in den USA veröffentlicht, wo Van der Graaf Generator noch völlig unbekannt waren. Es erschien zunächst eine Fehlpressung bei der statt Necromancer auf Seite 2 der Song Giant Squid zu hören war, allerdings war das auf dem Cover und der LP selber nicht ersichtlich, auf denen wie vorgesehen Necromancer angegeben war. Der Fehler wurde umgehend korrigiert und die LP ausgetauscht, aber diese Fehlpressungen wurden dann natürlich zu gesuchten Sammlerstücken. Erst 1975 erschien das Album auch offiziell in Großbritannien und Europa von Fontana Records.
1997 erschienen zwei CD-Versionen. die erste auf dem deutschen Label Repertoire, mit den Titeln in der ursprünglichen Reihenfolge des LP-Albums und die erste Single die Band  People You Were Going To / Firebrand als Bonustracks. Die zweite auf Hammills Label Fie! Records mit Giant Squid und einer bis dahin unveröffentlichten Version von Ferret & Featherbird, einem Song, den er 1974 für sein Soloalbum In Camera erneut aufnahm. Jedoch fügte Hammill beide Songs als Teil des Albums ein und veränderte dafür auch die ursprüngliche Reihenfolge der Tracks. Außerdem verband er die beiden Teile von Orthenthian St mittels eines Crossfades zu einem Stück.

## Musikstil
Im Vergleich zum Nachfolgealbum The Least We Can Do Is Wave to Each Other ist die Instrumentation hier eher spärlich, wobei mit Hammills Gitarre oft prominent im Vordergrund steht. Erst der Titel Octopus erinnert mit einer ausgedehnten Instrumentalpassage, Hugh Bantons bombastischer Orgel und Hammills wildem Gesang an den für Van der Graaf Generator typischen Sound.

## Titelliste
Alle Titel wurden von Peter Hammill geschrieben, außer Into a Game von Hammill, Hugh Banton, Keith Ellis und Guy Evans, sowie Black Smoke Yen von Banton, Ellis und Evans. Giant Squit auf der CD auf FIRE! von 1997 wurde von Hammill, Banton, Ellis und Evans geschrieben.
| Nr. | Titel                         | Autor(en)                                    | Länge |
| --- | ----------------------------- | -------------------------------------------- | ----- |
| 1.  | Afterwards                    |                                              | 4:55  |
| 2.  | Orthenthian St (Parts I & II) |                                              | 6:18  |
| 3.  | Running Back                  |                                              | 6:35  |
| 4.  | Into a Game                   | Hammill, Hugh Banton, Keith Ellis, Guy Evans | 6:57  |

| Nr. | Titel                | Autor(en)            | Länge |
| --- | -------------------- | -------------------- | ----- |
| 5.  | Aerosol Grey Machine |                      | 0:47  |
| 6.  | Black Smoke Yen      | Banton, Ellis, Evans | 1:26  |
| 7.  | Aquarian             |                      | 8:22  |
| 8.  | Necromancer          |                      | 3:30  |
| 9.  | Octopus              |                      | 8:00  |

| Nr. | Titel                    | Länge |
| --- | ------------------------ | ----- |
| 10. | People You Were Going To | 2:44  |
| 11. | Firebrand                | 4:08  |

| Nr. | Titel                | Autor(en)                                    | Länge |
| --- | -------------------- | -------------------------------------------- | ----- |
| 1.  | Afterwards           |                                              | 4:58  |
| 2.  | Orthenthian St       |                                              | 6:19  |
| 3.  | Running Back         |                                              | 6:36  |
| 4.  | Into a Game          | Hammill, Hugh Banton, Keith Ellis, Guy Evans | 6:57  |
| 5.  | Ferret & Featherbird |                                              | 4:34  |
| 6.  | Aerosol Grey Machine |                                              | 0:46  |
| 7.  | Black Smoke Yen      | Banton, Ellis, Evans                         | 1:27  |
| 8.  | Aquarian             |                                              | 8:21  |
| 9.  | Giant Squid          | Hammill, Banton, Ellis, Evans                | 3:19  |
| 10. | Octopus              |                                              | 7:57  |
| 11. | Necromancer          |                                              | 3:30  |

## Rezeption
Auf dem deutschsprachigen Progressive-Rock-Portal Babyblaue Seiten wurde The Aerosol Grey Machine retrospektiv positiv bewertet, auch wenn es noch nicht die Qualität der kommenden Werke hatte, es erhielt von allen Rezensenten 10/15 Punkten. Das Album wird als Underground-Musik mit Anklängen des zeitgenössischen Psychedelic Rock, sowie von der Flower-Power- und Hippiekultur, das „noch etwas unausgegoren, unfertig, aber durchaus schon mit gelungenen Ansätzen“  charakterisiert, dessen Songs „im Vergleich zu späteren Platten der Band geradezu fröhlich, allenfalls mal mit einem Anflug von leiser Melancholie versehen“ klingen.
In seiner rückblickenden Rezension charakterisierte der Musiker Steven McDonald auf AllMusic das Album als „eine rohe, energiegeladene Anstrengung, die manchmal wenig dazu beitrug, die Talente des jungen Hammill zur Geltung zu bringen“, die „dennoch einige schöne Momente hat, die auf die Möglichkeiten zukünftiger Veröffentlichungen hinweisen“. Paul Stump kommentierte in seiner 1997 erschienenen History of Progressive Rock, dass das Album „wenig sagte, was zu dieser Zeit anderswo nicht gesagt wurde; es war poetisch verdrehter Pop, obskur arrangiert und vorsichtig erweitert“.